# Schloss Dalečín

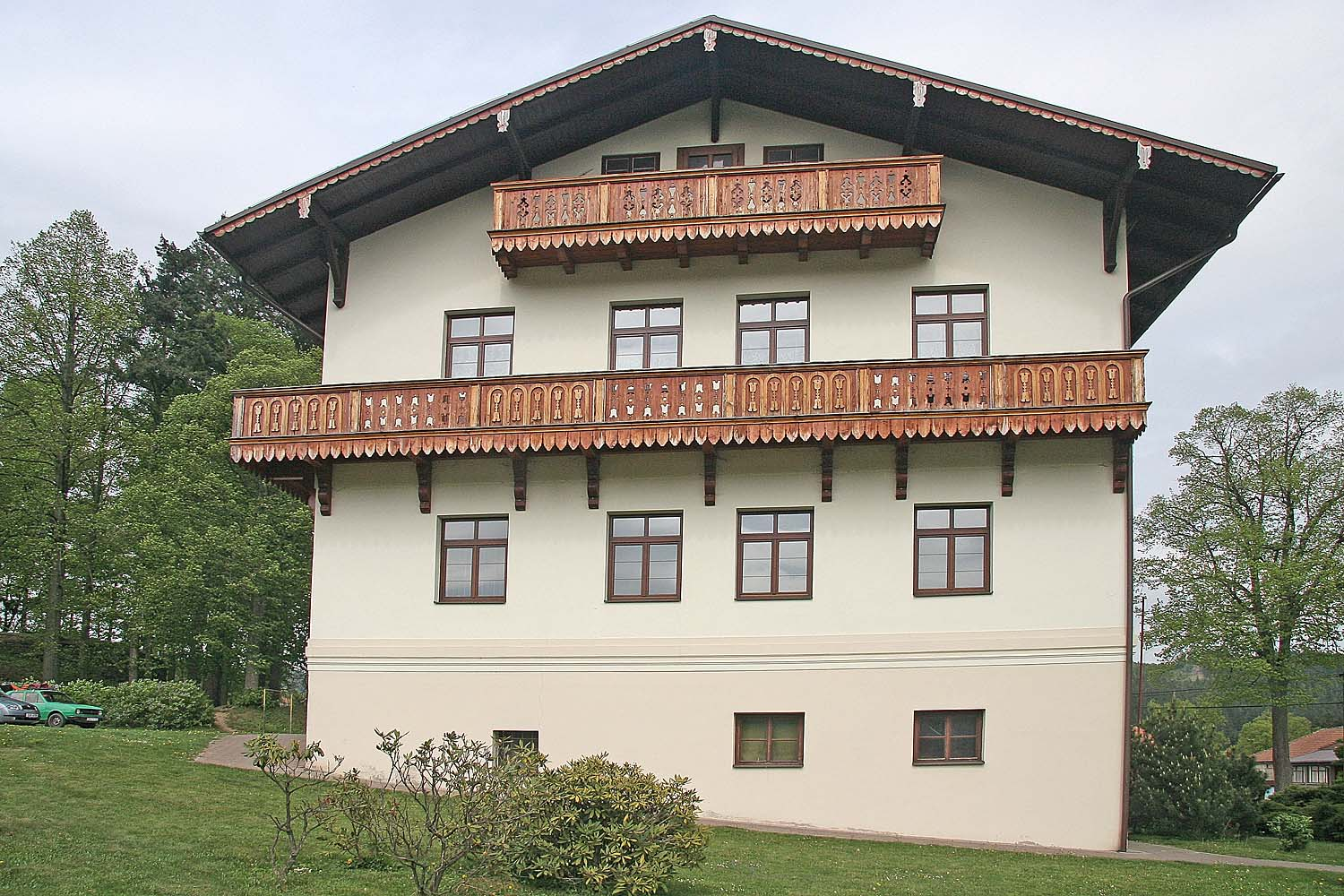
Schloss Dalečín, Seitenansicht

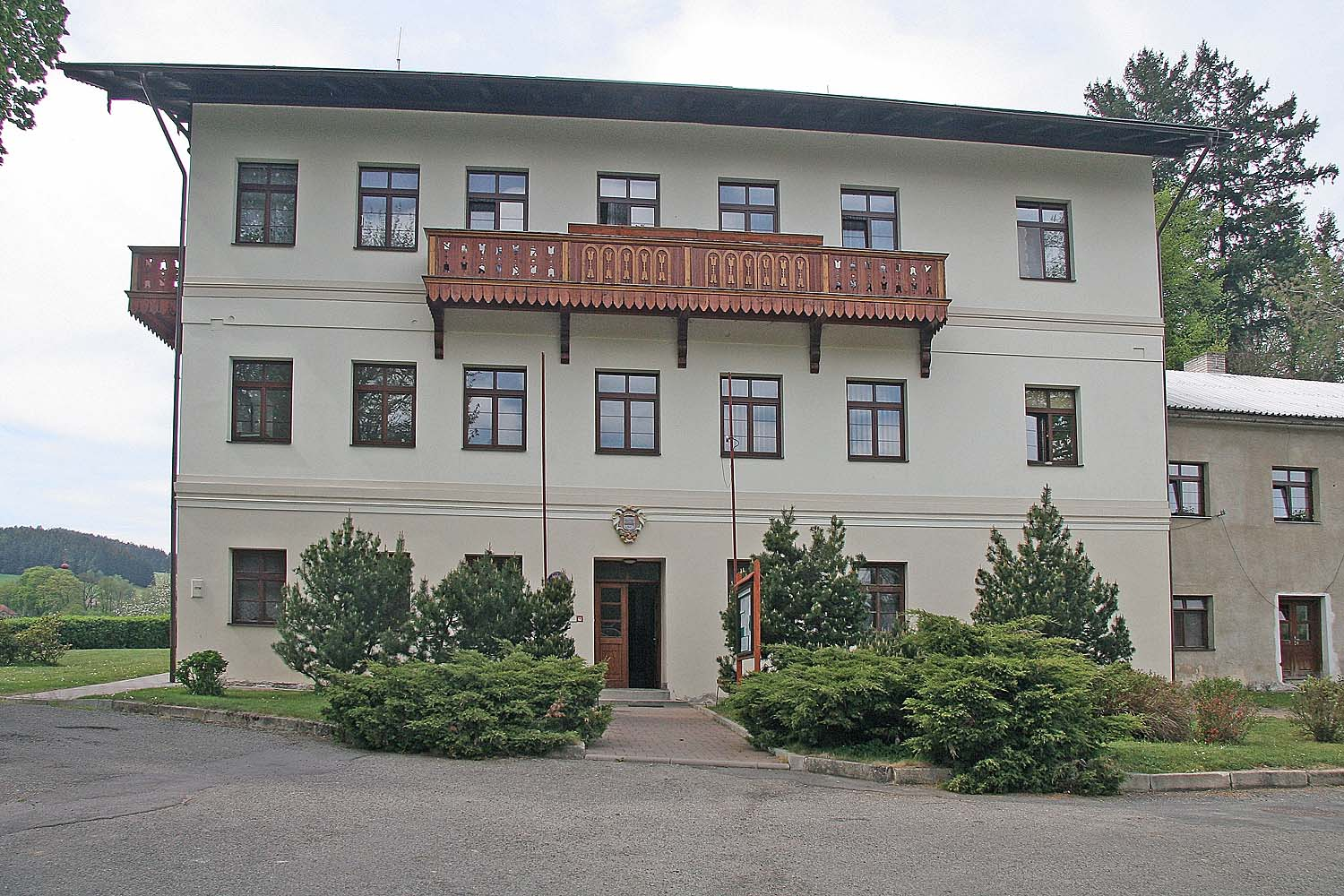
Schloss Dalečín, Vorderansicht

Das Schloss Dalečín (deutsch Daletschin) befindet sich in der Gemeinde Dalečín im Okres Žďár nad Sázavou, Tschechien. Es dient heute als Gemeindeamt.

## Lage
Das Schloss liegt im südlichen Teil der Böhmisch-Mährische Höhe in einer Flussschleife der Svratka östlich der Ruine der Burg Dalečín auf dem Gelände der früheren Vorburg.

## Geschichte
Seit 1390 ist in Dalečín neben der Burg Tollstein die Existenz einer Feste überliefert. Nachdem Paul Katharyn von Katharn 1588 die Herrschaften Dalečín und Jimramov von den Pernsteinern erworben hatte, machte er Dalečín zu seinem Sitz und ließ die alte Feste zu einem einfachen Renaissanceschloss mit Arkaden ausbauen. Dabei wurde das Gemäuer der Burgruine als Baumaterial verwendet. 1593 verlegte Katharyn seinen Sitz nach Jimramov, wo er sich ein neues Schloss hatte errichten lassen. Seine minderjährigen Nachkommen verkauften die Güter 1603 an die Dubský von Třebomyslice.
Nach der Schlacht am Weißen Berg wurden 1621 die Güter des Protestanten Jan Dubský, der an der Seite der Aufständischen gekämpft hatte, konfisziert und an dem kaisertreuen Stephan Schmidt von Freyhofen verkauft. Der Protestant Schmidt wurde Opfer von Intrigen und ging ins Exil. Seine Güter erwarb 1633 Heinrich Graf Schlick. Dieser machte das Schloss zum Amtssitz eines Wirtschaftsbeamten seiner Herrschaft Kunstadt. Nachfolgend gehörte Dalečín immer zur Herrschaft Kunstadt, deren Besitzer oftmals wechselten.
Die Grafen Coudenhove-Honrichs ließen das Renaissanceschlösschen 1850 zu einem Jagdschloss im Stile einer Tiroler Berghütte umbauen. Dabei blieb vom ursprünglichen Bau nur das Untergeschoss erhalten. In einem Inventarverzeichnis aus dem Jahre 1886 sind für das Schloss mehr als zehn Zimmer mit ihrer Ausstattung aufgeführt. Dazu gehörten das Rote und Blaue Zimmer als Gästezimmer, der Salon der Gräfin, zwei Comtessenzimmer, das Arbeitszimmer des Grafen, das Schlafzimmer und der Speisesaal. Im Parterre waren die Küche und Zimmer für das Personal eingerichtet.
Nachdem Franziska Comtesse Coudenhove-Honrichs dem Kloster Rajhrad beigetreten war, setzte sie 1939 die Schwesternkongregation der Trösterinnen des göttlichen Herzens Jesu (Těšitelek Božského srdce Ježíšova) als Erbe ihrer verblieben Güter ein. Der Orden beabsichtigte, das Schloss als Erholungsheim für Schwestern, die in der Krankenpflege tätig waren, zu nutzen. Nach der deutschen Besetzung wurde das Schloss von den Nationalsozialisten konfisziert und zu einem Ausbildungszentrum der Hitlerjugend für den Einsatz an der Ostfront umfunktioniert. Zum Ende des Zweiten Weltkrieges waren darin Angehörige der Waffen-SS stationiert, die gegen Partisanen und Widerstandskämpfer im Einsatz waren. Nach Kriegsende erhielten die Rajhrader Schwestern das Schloss zurück. Zu Beginn der 1950er Jahre wurden sie erneut enteignet und das Schloss verstaatlicht. Nachfolgend verschwand sämtliches Interieur des Schlosses und auch äußerlich wurde das Gebäude seines Schmuckes beraubt. 
Zwischen 1997 und 1998 wurden die Fassade und die hölzernen Balkone saniert. Außerdem wurden die verwilderten Außenanlagen um das Schloss und die Burgruine in einen gepflegten Zustand versetzt. Heute wird das frühere Schloss als Sitz der Gemeindeverwaltung genutzt. Außerdem ist darin eine Arztpraxis und kommunale Wohnungen untergebracht.